# Wolfgang Dahler
Wolfgang Jochen Dahler (* 6. Mai 1975 in Biberach an der Riß) ist ein deutscher Rechtsanwalt und Politiker (CDU). Seit 2025 ist er Mitglied des Deutschen Bundestages.

## Leben und Beruf
Dahler wurde 1975 in Biberach an der Riß geboren. Nach dem Abitur im Jahr 1994 am Kreisgymnasium Riedlingen leistete er Zivildienst bei der Körperbehindertenförderung Neckar-Alb in Mössingen. Anschließend begann er ein Studium der Rechtswissenschaften an der Eberhard Karls Universität Tübingen, das er mit dem ersten juristischen Staatsexamen im Jahr 2002 abschloss. Sein Referendariat absolvierte Dahler am Landgericht Ravensburg und schloss dieses mit dem zweiten juristischen Staatsexamen im Jahr 2004 ab. Seit 2004 ist er als Rechtsanwalt in Biberach tätig.

## Bundestagsabgeordneter
Wolfgang Dahler wurde am 29. November 2024 zum Bundestagskandidaten der CDU für den Bundestagswahlkreis Biberach nominiert. Bei der Bundestagswahl 2025 am 23. Februar 2025 errang Wolfgang Dahler mit 40,9 Prozent der Stimmen das Direktmandat im Wahlkreis und zog somit in den 21. Deutschen Bundestag ein.
Im 21. Deutschen Bundestag ist Dahler Mitglied in folgenden Ausschüssen:
- Ordentliches Mitglied im Ausschuss für Bildung, Familie, Senioren, Frauen und Jugend
- Ordentliches Mitglied im Petitionsausschuss
- Stellvertretendes Mitglied im Ausschuss für Wohnen, Stadtentwicklung, Bauwesen und Kommunen[3]